# Nikos Papatakis
Nikos "Nico" Papatakis, född 5 juli 1918 i Addis Abeba, Abessinien, död 17 december 2010 i Paris, var en grekisk filmregissör och filmproducent verksam i Frankrike.

## Filmografi i urval
- 1946 – Le Gardian (roll)
- 1947 – Voyage Surprise (roll)
- 1950 – Un chant d'amour (producent)
- 1959 – Skuggor på Manhattan (producent)
- 1963 – Les Abysses (regi)
- 1976 – Gloria Mundi (regi)
- 1986 – I photographia (regi)
- 1991 – Les Équilibristes (regi)